# Evgenij Sadovyj
Evgenij Viktorovič Sadovyj (in russo Евгений Викторович Садовый?; Volgograd, 19 gennaio 1973) è un ex nuotatore russo.
Specializzato nello stile libero ha vinto tre medaglie d'oro alle Olimpiadi di Barcellona 1992.

## Palmarès
- Olimpiadi

Barcellona 1992: oro nei 200 m e 400 m sl e nella staffetta 4x200 m sl (per la  Squadra Unificata).
- Europei

1991 - Atene: oro nei 400 m sl e nella staffetta 4x200 m sl (per l' Unione Sovietica).
1993 - Sheffield: oro nelle staffette 4x100 m e 4x200 m sl, argento nei 200 m sl (per la  Russia).
- Vincitore della Coppa del Mondo delle distanze lunghe sl nel 1993 e nel 1994 (per la  Russia).

## Riconoscimenti
- World Swimmer of the Year: 1992
- European Swimmer of the Year: 1992